# Filles de nuit
Pour plus de détails, voir Fiche technique et Distribution.
Filles de nuit est un film franco- italo- allemand réalisé par Maurice Cloche, sorti en 1959.

## Fiche technique
- Titre : Filles de nuit
- Réalisation : Maurice Cloche
- Assistant-réalisateur : Jean-Pierre Decourt
- Scénario : Maurice Cloche et Georges Tabet, d'après Pietro Ferrari
- Dialogues : André Tabet
- Photographie : Jacques Mercanton
- Montage : Fanchette Mazin
- Musique : Guy Magenta
- Décors : Robert Giordani
- Son : Robert Teisseire
- Sociétés de production : Comptoir d'expansion cinématographique - Constantin Film - Prora Industrie Cinematografiche e dello Spettacolo
- Pays de production :  France,  Italie,  Allemagne de l'Ouest
- Genre : Film dramatique
- Durée : 99 minutes (1 h 39)
- Date de sortie :
  - France : 1er juillet 1959

## Distribution
- Georges Marchal : Charly
- Nicole Berger : Néda
- Claus Holm : Le père Hermann
- Gil Vidal : Paul
- Scilla Gabel : Lola
- Georges Chamarat : Le Prieur
- Kai Fischer : Marlène
- Jandeline : Frau Martin
- Waltraut Haas : Frau Robbé
- Dominique Davray
- Tania Miller : Lina